# Крапля (фільм, 1988)
«Крапля» (англ. The Blob) — американський науково-фантастичний фільм жахів 1988 року режисера Чака Рассела. Сценаристи Чак Рассел та Френк Дарабонт.

## Синопсис
Метеорит падає поблизу Арборвіля, штат Каліфорнія, всередині якого знаходиться дивна слизька речовина, яка починає поглинати все на своєму шляху. Починається паніка, а тіньові урядові вчені намагаються стримати жахливу істоту.

## У ролях
| Актор          | Роль                     |
| -------------- | ------------------------ |
| Кевін Діллон   | Брайан Флагг             |
| Шоні Сміт      | Меган "Мег" Пенні        |
| Донован Лейч   | Пол Тейлор               |
| Джеффрі ДеМанн | шериф Герберт Геллер     |
| Кенді Кларк    | Френ Х'юїт               |
| Джо Сенека     | доктор Крістофер Меддоус |
| Дел Клоуз      | преподобний Мікер        |
| Арт Лафлер     | містер Пенні             |
| Еріка Еленьяк  | Вікторія «Вікі» де Сото  |
| Джек Ненс      | доктор                   |

## Виробництво
Сценарист Френк Дарабонт вперше зустрів режисера Чака Рассела в 1981 році, працюючи асистентом продюсера над фільмом «Пекельна ніч». До роботи над «Краплею» вони також співпрацювали над сценарієм для «Кошмару на вулиці В'язів 3». У 1986 році New World Pictures придбала права на ремейк «Краплі», виконавчим продюсером якого став режисер оригінального фільму Джек Г. Гарріс. Через рік виробництво перейшло до студії Cinema Group Pictures.
Виробництво почалося 11 січня 1988 року, коли актори та знімальна група з приблизно 150 чоловік зупинилися в Travelodge в Аббевілі, Луїзіана. Через велику кількість нічних зйомок актори часто спали вдень.
Спецефектами у фільмі займався Тоні Гарднер. Спочатку передбачалося, що Гарднер забезпечить лише кілька невеликих ефектів, тоді як художник Лайл Конвей зробить всі інші. Однак після кадрових змін він керував командою з 33 осіб. У створенні Краплі команда спецефектів використовувала шовкові мішки, наповнені метилцелюлозою та харчовий загусник. На зйомки сцених з опіками наприкінці фільму, яка триває кілька хвилин, актор Дел Клоуз витратив п'ять з половиною годин на підготовку гриму для свіжих опіків і сім з половиною годин — для загоєних опіків.

## Випуск
У 1987 році права на фільм були придбані компанією Cinema Group Pictures (пізніше Palisades Entertainment) з планом випустити фільм в День пам'яті 1988 року, до того, як первісний дистриб'ютор збанкрутував, і TriStar Pictures придбала права на дистрибуцію фільму.
Прем'єра флільму на великих екранах відбулася 5 серпня 1988 року. Він зібрав у прокаті 8 247 943 доларів США.